# Distretto di Phanat Nikhom
Il distretto di Phanat Nikhom (in thailandese: พนัสนิคม) è un distretto (amphoe) della Thailandia, situato nella provincia di Chonburi.